# 東京学芸大学附属世田谷中学校
東京学芸大学附属世田谷中学校（とうきょうがくげいだいがくふぞくせたがやちゅうがっこう）は、東京都世田谷区深沢に所在する東京学芸大学附属の国立中学校。通称「附中」「世田中」「学世田（がくせた）」。設置者は国立大学法人東京学芸大学。

## 概要
東京学芸大学の附属研究機関であるため教育実習が多く、毎年研究大会が開かれており実験的な授業が行われることも少なくない。同校教諭は「大学職員」という位置付けなので「教官」と呼称され、職員室に当たる場所は教官室であるが、生徒は他校同様「先生」と呼ぶ。学校長は東京学芸大学の担当教授が任ぜられるが、実務は副校長が担っている。
附属世田谷小学校から内部進学した生徒と、外部より中学受験をして入学した生徒で構成される。なお、生徒の間では前者を「内部生」（通称内部）、後者を「外部生」（通称外部）と呼ぶことがある。附属高校を有しても中高一貫教育制度ではないため、高校受験は全生徒が必ず通る道となる（詳細は後述）。
定期考査が、通常の公立中学校は年5回、中高一貫校の受験校ならば実質的に10回程度行っているのに対し、当校は1学期に1回の期末考査のみ、すなわち年3回である（ただし三年次から校内テストと称したテストが6月･8月･11月に行われる）。国立大学附属学校特有の教育実験校として、時間割編成は年度によって様々である。例えば、2003年度から3年間、文部科学省から研究開発学校の指定（「英語教育の充実・改善」）を受け、1学年次に週6時間、2学年次に3時間、3学年次に3時間充てるという授業集中型カリキュラム（6-3-3プロジェクト）を実施した。カリキュラムは終了したが現在もこの授業形式は続けられ研究が続いている。また選択教科は特定の学期末に集中して授業がなされる。校風は、自由な学校で多くが生徒の自主性に任せられており、生徒の強い要望による緑友会（世田谷中学校の生徒会組織）の企画により食品を販売するブリックパック自動販売機が設置された。

## 沿革
- 1947年4月1日 東京第一師範学校男子部附属中学校として、世田谷区下馬（現附属高等学校所在地）に開校。
- 1947年4月21日 第1回入学式、3学級132名（男子88名、女子44名）入学。
- 1949年5月31日 校名を「東京学芸大学東京第一師範学校世田谷附属中学校」と改称。
- 1951年4月1日 校名を「東京学芸大学学芸学部附属世田谷中学校」と改称。
- 1951年8月29日 校歌制定。
- 1952年8月29日 世田谷区深沢に移転。
- 1965年4月1日 校名を「東京学芸大学教育学部附属世田谷中学校」と改称。
- 1966年4月1日 1学年4学級編成となる。
- 1969年～1972年 1学年度2期制を採用。
- 1972年5月30日 新校舎（1号館）落成式。この日が開校記念日となる。
- 1988年7月31日 特別教室棟（2号館）竣工。
- 1995年1月27日 新体育館・武道場・プール竣工式。
- 2004年4月1日 校名を「東京学芸大学附属世田谷中学校」と改称。

## 進路
東京学芸大学附属高等学校は4校（21年度より3校）の附属中学校からの内部進学者（男子107名女子107名※以前は120名ずつ）と外部受験者を受け入れるが、本校から附属高校へ進学する割合は2分の1程度であり（進学を希望するのは100名程度、進学実数は80名程度）、その他の生徒は外部の高校へ進学する（附属高校を有しても完全な中高一貫校ではない）。附属高校へ進学する場合は入試を受ける必要があるが、外部受験者と比較すると合格しやすいという。外部の高校へ進学する場合は、難関高校に進学する場合が多い。

## 著名な卒業生
- 大宅映子（ジャーナリスト・評論家、都立駒場高校へ進学）
- 岡江久美子（女優・タレント、鷗友学園女子高校へ進学）
- 岸谷（奥居）香（シンガーソングライター、玉川聖学院高等部へ進学→明大中野高校へ編入）
- 栗本慎一郎（経済人類学研究者・法社会学研究者・評論家、都立戸山高校へ進学）
- 片山洋（元サッカー選手、慶應高校へ進学）
- 小坂憲次（政治家・元文部科学大臣・衆議院議員、慶應高校へ進学）
- 鷺沢萠（小説家、都立雪谷高校へ進学）
- 高島肇久（記者、学習院大学大学院特別客員教授・元外務省外務報道官、元NHK解説委員長、附属高校へ進学）
- 田中淳子（ジャーナリスト、NHK広報局長、元NHKワシントン支局長〔女性初〕、附属高校へ進学）
- 谷野作太郎（外交官・駐中国大使、都立日比谷高校へ進学）
- 濱田邦夫（最高裁判所判事・森・濱田松本法律事務所弁護士、都立日比谷高校へ進学）
- 小島順彦（実業家・三菱商事社長・会長、都立日比谷高校へ進学）
- 幕内雅敏（医師（外科）・日本赤十字社医療センター院長、都立日比谷高校へ進学）
- 町村信孝（政治家・衆議院議員・前内閣官房長官、都立日比谷高校へ進学）
- 小泉英明（物理学者・脳科学者、都立日比谷高校へ進学）
- 福田和禾子（作曲家、芸大附属音楽高校へ進学）
- 福田峰之（政治家・衆議院議員、神奈川県立白山高校へ進学）
- 五島哲（実業家）
- 森英介（政治家、附属高校へ進学）